# Fotios Papadakis
Fotios Papadakis (gr. Φώτιος Παπαδάκης; ur. 14 maja 1996) – grecki zapaśnik walczący w stylu wolnym. Zajął 21. miejsce na mistrzostwach Europy w 2020. Brązowy medalista mistrzostw śródziemnomorskich w 2016 roku.